# 튀르크족의 이주
튀르크족의 이주는 7세기부터 13세기까지 일어난 튀르크족의 이주이다. 튀르크 민족은 중앙아시아로부터 아나톨리아까지 퍼져 나갔다.

## 역사
중국 서북부에서 발흥한 돌궐은 몽골 고원과 시베리아 남부까지 진출했다. 돌궐은 중앙아시아에서 중동으로 이주하여 셀주크 튀르크 제국을 건설한다. 그리고 셀주크 튀르크 제국 시절에 1071년 로마누스 4세가 셀주크 튀르크 제국에게 붙잡혔다. 나중에는 튀르크족이 아나톨리아에 정착해 살았고 훗날에 터키가 아니톨리아 지방에 자리를 잡게된다.

## 같이 보기
- 게르만족의 대이동
- 중세
- 유목제국
- 유라시아 유목민
- 중앙아시아의 역사
- 에프탈
- 튀르크몽골 전통